# Tổ chức Quân đội nhân dân Việt Nam
Tổ chức của Quân đội nhân dân Việt Nam được quy định theo Luật Quốc phòng năm 2018 theo đó Quân đội nhân dân Việt Nam là một bộ phận và là lực lượng nòng cốt của Lực lượng Vũ trang Nhân dân bao gồm Lực lượng thường trực (Bộ đội Chủ lực và Bộ đội Địa phương) và Lực lượng Dự bị động viên.

## Tổ chức Đảng Cộng sản Việt Nam trong Quân đội
Theo điều lệ Đảng Cộng sản Việt Nam, Chương VI: Tổ chức Đảng trong Quân đội nhân dân Việt Nam và Công an Nhân dân Việt Nam, Điều 25 và 26 
| STT | Tổ chức Đảng                      | Cấp Đảng | Số lượng cấp ủy | Số lượng ủy viên thường vụ |
| --- | --------------------------------- | -------- | --------------- | --- |
| 1   | Đảng bộ Quân ủy Trung ương        | Cấp 1    | 22 đến 25       | 7 (gồm 01 Bí thư là Tổng Bí thư; 01 Phó Bí thư là Bộ trưởng Bộ Quốc phòng; Chủ tịch nước; Thủ tướng Chính phủ; Tổng Tham mưu trưởng, Chủ nhiệm Tổng cục Chính trị; 02 Thứ trưởng Bộ Quốc phòng phụ trách công tác chính trị và công tác đối ngoại) |
| 2   | Đảng bộ Quân khu và tương đương   | Cấp 2    | 17 đến 19       | 5 (gồm 01 Bí thư là Chính ủy; 01 Phó Bí thư là Tư lệnh; 01 Phó Tư lệnh kiêm Tham mưu trưởng; 01 Phó Tư lệnh, 01 phó Chính ủy, 01 Chủ nhiệm Chính trị)                                                                                              |
| 3   | Đảng bộ Quân đoàn và tương đương  | Cấp 2    | 15 đến 17       | 5 (gồm 01 Bí thư là Chính ủy; 01 Phó Bí thư là Tư lệnh; 01 Phó Tư lệnh kiêm Tham mưu trưởng; 01 phó Chính ủy, 01 Chủ nhiệm Chính trị) |
| 4   | Đảng bộ Sư đoàn và tương đương    | Cấp 3    | 15 đến 17       | 5 (gồm 01 Bí thư là Chính ủy; 01 Phó Bí thư là Sư đoàn trưởng; 01 Phó Sư đoàn trưởng kiêm Tham mưu trưởng; 01 phó Chính ủy, 01 Chủ nhiệm Chính trị)                                                                                                |
| 5   | Đảng bộ Trung đoàn và tương đương | Cấp 4    | 13 đến 15       | 5 (gồm 01 Bí thư là Chính ủy; 01 Phó Bí thư là Trung đoàn trưởng; 01 Phó Trung đoàn trưởng kiêm Tham mưu trưởng; 01 phó Chính ủy, 01 Chủ nhiệm Chính trị)                                                                                          |
| 6   | Đảng bộ Tiểu đoàn và tương đương  | Cấp 5    | 11 đến 13       | 4 (gồm 01 Bí thư là Chính trị viên; 01 Phó Bí thư là Tiểu đoàn trưởng; 01 Phó Tiểu đoàn trưởng; Đại đội trưởng hoặc Chính trị viên Đại đội) |
| 7   | Chi bộ Đại đội và tương đương     |          | Không quá 3     | |

## Tổ chức chung
Quân đội Nhân dân Việt Nam hiện có 6 lực lượng đồng phục gồm:
| Lực lượng  | Lục quân | Phòng không - Không quân                                 | Hải quân                                 | Bộ đội Biên phòng                       | Cảnh sát biển                      | Không gian mạng                                |
| Biểu trưng | |                                                          |                                          |                                         |                                    |                                                |
| Tên gọi    | Lục quân | Phòng không - Không quân                                 | Hải quân                                 | Bộ đội Biên phòng                       | Cảnh sát biển                      | Không gian mạng                                |
| Đặc điểm   | Không biên chế Quân chủng mà được đặt dưới sự chỉ đạo, chỉ huy trực tiếp của Bộ Quốc phòng, Bộ Tổng tham mưu, Tổng cục Chính trị; sự chỉ đạo chuyên ngành của các tổng cục và cơ quan chức năng khác. | Thành lập Bộ Tư lệnh Quân chủng Phòng không - Không quân | Thành lập Bộ Tư lệnh Quân chủng Hải quân | Thành lập Bộ Tư lệnh Bộ đội Biên phòng  | Thành lập Bộ Tư lệnh Cảnh sát biển | Thành lập Bộ Tư lệnh Tác chiến Không gian mạng |
| Quân số    | Khoảng 800.000 | Khoảng 60.000                                            | Khoảng 70.000                            | Khoảng 50.000                           | Khoảng 30.000                      | Khoảng 7.000                                   |
| Biên chế   | 7 Quân khu và Bộ Tư lệnh Thủ đô Hà Nội; 2 Quân đoàn, 6 Binh chủng | 9 Sư đoàn, 3 Lữ đoàn                                     | 5 Bộ Tư lệnh Vùng Hải quân, 3 Lữ đoàn    | 5 Lữ đoàn và Bộ đội Biên phòng các tỉnh | 4 Bộ Tư lệnh Vùng Cảnh sát biển    | 3 Lữ đoàn                                      |

## Tổ chức Chính trị, đoàn thể trong Quân đội
Tổ chức Đoàn trong Quân đội
- Tổ chức Đoàn Thanh niên Cộng sản Hồ Chi Minh trong Quân đội nhân dân Việt Nam là một bộ phận của Đoàn Thanh niên Cộng sản Hồ Chí Minh hoạt động theo Cương lĩnh Chính trị, Điều lệ Đoàn, Nghị quyết, Chỉ thị của Đảng và pháp luật của Nhà nước.

Tổ chức Công đoàn trong Quân đội
Tổ chức Hội Phụ nữ trong Quân đội

## Tổ chức lực lượng Thường trực

### Lực lượng cơ động
- Quân đoàn 12
- Quân đoàn 34

### Lực lượng đồn trú
- Bộ Tư lệnh Thủ đô
- Quân khu 1
- Quân khu 2
- Quân khu 3
- Quân khu 4
- Quân khu 5
- Quân khu 7
- Quân khu 9

### Lực lượng Huấn luyện, Đào tạo
- Các Học viện, Nhà trường trực thuộc Bộ Quốc phòng: Học viện Quốc phòng, Học viện Chính trị, Học viện Lục quân, Học viện Kỹ thuật Quân sự, Học viện Quân y, Học viện Hậu cần, Trường Sĩ quan Lục quân 1, Trường Sĩ quan Lục quân 2, Trường Sĩ quan Chính trị.
- Các Học viện, Nhà trường trực thuộc Quân chủng, Binh chủng, Quân khu, Quân đoàn, Tổng cục... và tương đương

### Lực lượng Tham mưu giúp việc
- Bộ Tổng Tham mưu, Tổng cục Chính trị, Tổng cục Kỹ thuật, Tổng cục Hậu cần, Tổng cục Công nghiệp Quốc phòng, Tổng cục Tình báo
- Các Cục, Vụ, Viện và tương đương trực thuộc Bộ Quốc phòng

### Lực lượng Kinh tế Quốc phòng
- Các Binh đoàn Kinh tế, Tổng công ty, Doanh nghiệp Quân đội trực thuộc Bộ Quốc phòng.

### Lực lượng Quân, Binh chủng
Theo cơ cấu ngành dọc, Quân đội nhân dân Việt Nam có các Quân chủng chia theo môi trường tác chiến và Binh chủng là loại đơn vị kỹ thuật. Hiện nay, Việt Nam có các quân chủng là: Lục quân, Hải quân, Phòng không-Không quân, Bộ đội Biên phòng và Cảnh sát biển. 
Quân chủng Lục quân không tổ chức thành Bộ Tư lệnh riêng mà trực thuộc trực tiếp Bộ Quốc phòng, bao gồm 7 quân khu (1, 2, 3, 4, 5, 7, 9) và Bộ Tư lệnh Thủ đô Hà Nội; 2 quân đoàn (12, 34); 6 binh chủng (Đặc công, Pháo binh, Tăng - Thiết giáp, Công binh, Thông tin liên lạc, Hóa học). Các quân khu, quân đoàn, binh chủng thành lập Bộ Tư lệnh riêng. 
- Các binh chủng trong Quân chủng Hải quân là: Tàu mặt nước, Tàu ngầm, Hải quân đánh bộ - Đặc công Hải quân, Tên lửa - Pháo bờ biển, Không quân Hải quân.
- Các binh chủng trong Quân chủng Phòng không - Không quân: Không quân, Tên lửa, Pháo phòng không, Radar, Nhảy dù.
- Các lực lượng trong Bộ đội Biên phòng: Quản lý biên giới, Trinh sát, Phòng chống ma túy và tội phạm, Quản lý cửa khẩu, Hải quân Biên phòng.
- Lực lượng Cảnh sát biển Việt Nam được thành lập ngày 28/8/1998, ban đầu là Cục Cảnh sát biển trực thuộc Quân chủng Hải quân. Đến năm 2008, Cảnh sát biển Việt Nam được tổ chức độc lập trực thuộc trực tiếp Bộ Quốc phòng. Năm 2013, Cục cảnh sát biển đổi tên thành Bộ Tư lệnh Cảnh sát biển theo Nghị định số 96/2013/NĐ-CP, ngày 27 tháng 8 năm 2013 của Chính phủ. 
- Bộ Tư lệnh Tác chiến không gian mạng được thành lập theo Quyết định số 1198/QĐ-TTg ngày 15 tháng 8 năm 2017 của Thủ tướng Chính phủ trên cơ sở nâng cấp từ Cục Công nghệ Thông tin thuộc Bộ Tổng Tham mưu. Ngày 30 tháng 3 năm 2018, Bộ Tư lệnh Tác chiến không gian mạng được bàn giao nguyên trạng từ Bộ Tổng Tham mưu về trực thuộc Bộ Quốc phòng.
| Lục quân          | Phòng không -Không quân | Hải quân         | Bộ đội Biên phòng               | Cảnh sát biển                   |                                 |
| ----------------- | ----------------------- | ---------------- | ------------------------------- | ------------------------------- | ------------------------------- |
|                   |                         |                  |                                 |                                 |                                 |
| Hậu cần           | Kỹ thuật                | Cơ giới          | Quân y                          | Xe-Máy - Lái xe                 |                                 |
|                   |                         |                  |                                 |                                 |                                 |
| Pháo binh         | Đặc công                | Công binh        | Hóa học                         | Tăng-Thiết giáp                 | Thông tin liên lạc              |
|                   |                         |                  |                                 |                                 |                                 |
| Quân pháp         | Quân nhạc               | Thể công         | Văn công                        | Tên lửa                         | Pháo phòng không                |
|                   |                         |                  |                                 |                                 |                                 |
| Đổ bộ đường không | Radar                   | Hải quân đánh bộ | Không quân Hải quân             | Tên lửa - Pháo bờ biển          | Đặc công hải quân               |
|                   |                         |                  | Màu nền theo lực lượng Hải Quân | Màu nền theo lực lượng Hải quân | Màu nền theo lực lượng Hải Quân |

## Tổ chức lực lượng Dự bị động viên
Khi có chiến tranh sẽ kêu gọi tất cả quân nhân dự bị tập hợp thành các trung đoàn, tiểu đoàn,... ở các địa phương để tác chiến chống kẻ thù.